# Phaic Tan: een zonnesteek voor een prikkie

De vlag van Phaic Tan beeldt een tafeltennistafel uit

Phaic Tan: een zonnesteek voor een prikkie (originele titel: Phaic Tăn: Sunstroke on a Shoestring) is een boek uit 2004 geschreven door de Australiërs Tom Gleisner, Santo Cilauro en Rob Sitch en uitgegeven door Jetlag Travel. Het boek is een parodie op reisgidsen. In 2006 verscheen de Nederlandse vertaling. 
In het boek wordt het fictieve land Phaic Tan (in het Phaic Tanees: Phaic Tăn) beschreven, een land in het Verre Oosten. Phaic Tan is een parodie op Zuidoost-Aziatische landen als Thailand en Vietnam. Veel bekende vooroordelen over Aziatische landen worden in het boek overdreven of juist omgekeerd. Zo bestaat de lokale keuken uit een mengsel van specerijen, waar soms nog wat eten aan toegevoegd wordt.
Het land is een monarchie geleid door Sukhimbol Tralangh III. In de recente geschiedenis is het land geteisterd door burgeroorlogen en coups, maar nu die bijna afgelopen zijn wil het land meer toeristen trekken. Een groot deel van de humor in het boek komt van de pogingen om het land aantrekkelijk te laten overkomen.
Een ander groot deel van de humor komt van de namen van plaatsen, personen en organisaties, die op het oog Aziatisch lijken, maar fonetisch uitgesproken woordspelingen blijken te zijn. Zo heet in het originele Engelse boek de hoofdstad Bumpattabumpah en de vier provincies Sukkondat, Pha Phlung, Buhng Lung en Thong On. Bijvoorbeeld Bumpattabumpah klinkt als bumper to bumper (bumper aan bumper). In de Nederlandse versie heten de provincies onder andere Stoph Lhong en String Ahn. De naam Phaic Tan zelf wordt uitgesproken als fake tan, nepbruin.
Phaic Tan is een vervolg op Molvanië: een land gevrijwaard van moderne tandheelkunde (2003), een reisgids over het fictieve Oost-Europese land Molvanië.